# Saski Baskonia 2010-2011
Questa voce raccoglie le informazioni riguardanti il Saski Baskonia nelle competizioni ufficiali della stagione 2010-2011.

## Stagione
La stagione 2010-2011 del Saski Baskonia è la 38ª nel massimo campionato spagnolo di pallacanestro, la Liga ACB.

## Roster
Aggiornato al 11 novembre 2021.
| Caja Laboral 2010-11 | Caja Laboral 2010-11 |
| Giocatori            | Staff tecnico        |
| -------------------- | -------------------- |

| N. | Naz.                                        | Ruolo | Nome                  | Anno | Alt.   | Peso   |  |
| -- | ------------------------------------------- | ----- | --------------------- | ---- | ------ | ------ |  |
| 4  | Spagna (bandiera)                           | G     | Pau Ribas             | 1987 | 194 cm | 90 kg  |  |
| 5  | Stati Uniti (bandiera) · Belize (bandiera)  | PG    | Milt Palacio          | 1978 | 192 cm | 88 kg  |  |
| 6  | Spagna (bandiera)                           | G     | Ander García          | 1989 | 192 cm |        |  |
| 9  | Brasile (bandiera) · Italia (bandiera)      | P     | Marcelinho Huertas    | 1983 | 191 cm | 85 kg  |  |
| 10 | Stati Uniti (bandiera) · Polonia (bandiera) | PG    | David Logan           | 1982 | 185 cm | 77 kg  |  |
| 12 | Bosnia ed Erzegovina (bandiera)             | AG    | Mirza Teletović (C)   | 1985 | 206 cm | 111 kg |  |
| 15 | Uruguay (bandiera) · Spagna (bandiera)      | C     | Esteban Batista       | 1983 | 208 cm | 122 kg |  |
| 15 | Serbia (bandiera)                           | C     | Dejan Musli           | 1991 | 213 cm | 102 kg |  |
| 19 | Spagna (bandiera)                           | AP    | Fernando San Emeterio | 1984 | 199 cm | 100 kg |  |
| 20 | Francia (bandiera)                          | AG    | Florent Piétrus       | 1981 | 202 cm | 107 kg |  |
| 20 | Montenegro (bandiera)                       | AC    | Vladimir Dragičević   | 1986 | 206 cm | 100 kg |  |
| 21 | Slovacchia (bandiera)                       | AG    | Martin Rančík         | 1978 | 204 cm | 100 kg |  |
| 22 | Stati Uniti (bandiera)                      | AG    | Marcus Haislip        | 1980 | 207 cm | 104 kg |  |
| 24 | Stati Uniti (bandiera) · Spagna (bandiera)  | G     | Brad Oleson           | 1983 | 191 cm | 88 kg  |  |
| 25 | Spagna (bandiera)                           | AG    | Martín Buesa          | 1988 | 202 cm |        |  |
| 30 | Senegal (bandiera)                          | C     | Pape Sow              | 1981 | 208 cm | 113 kg |  |
| 42 | Croazia (bandiera)                          | C     | Stanko Barać          | 1986 | 217 cm | 111 kg |  |
| 44 | Serbia (bandiera)                           | A     | Nemanja Bjelica       | 1988 | 208 cm | 106 kg |  |

| Allenatore                                                                           |
| - Duško Ivanović                                                                     |
| Assistente/i                                                                         |
| - David Gil - Antonio Martorell Legenda - (C) Capitano - (IN) Inattivo - Infortunato |

## Mercato

### Sessione estiva
| Acquisti | Acquisti          | Acquisti             | Acquisti      | Acquisti |
| R.a      | Nome              | da                   | Modalità      |          |
| -------- | ----------------- | -------------------- | ------------- | -------- |
| PG       | David Logan       | Gdynia               | definitivo    |          |
| A        | Nemanja Bjelica   | Stella Rossa         | definitivo    |          |
| AG       | Florent Piétrus   | Valencia             | definitivo    |          |
| AC       | Pops Mensah-Bonsu | CSKA Mosca           | definitivo    |          |
| AG       | Marcus Haislip    | Free agent           | definitivo    |          |
| G        | Ander García      | Xuventude Baloncesto | definitivo    |          |
| C        | Dejan Musli       | FMP Železnik         | definitivo    |          |
| PG       | Matías Nocedal    | Ourense              | fine prestito |          |

| Cessioni | Cessioni           | Cessioni          | Cessioni         | Cessioni |
| R.       | Nome               | a                 | Modalità         |          |
| -------- | ------------------ | ----------------- | ---------------- | -------- |
| C        | Tiago Splitter     | San Antonio Spurs | rescissione      |          |
| G        | Carl English       | Joventut Badalona | fine contratto   |          |
| A        | Lior Eliyahu       | Maccabi Tel Aviv  | rescissione      |          |
| C        | Vladimir Golubović | Bandırma Banvit   | fine contratto   |          |
| PG       | Milt Palacio       | Kavala            | fine contratto   |          |
| A        | Wálter Herrmann    | Free agent        | rescissione      |          |
| PG       | Devon van Oostrum  | Saski Baskonia B  | rinnovo prestito |          |
| AC       | Jon Uriarte        |                   | fine contratto   |          |
| PG       | Matías Nocedal     | Jesi Academy      | prestito         |          |
| AC       | Pops Mensah-Bonsu  | N.O. Hornets      | rescissione      |          |

### Dopo l'inizio della stagione
| Acquisti | Acquisti            | Acquisti           | Acquisti         | Acquisti      |
| R.       | Nome                | da                 | Data             | Modalità      |
| -------- | ------------------- | ------------------ | ---------------- | ------------- |
| AG       | Martin Rančík       | Bilbao Berri       | 18 ottobre 2010  | definitivo    |
| C        | Pape Sow            | Alicante           | 16 dicembre 2010 | definitivo    |
| C        | Esteban Batista     | Fuenlabrada        | 5 gennaio 2011   | definitivo    |
| C        | Dejan Musli         | Sutor Montegranaro | 24 marzo 2011    | fine prestito |
| AC       | Vladimir Dragičević | Budućnost          | 28 aprile 2011   | definitivo    |
| PG       | Milt Palacio        | Kavala             | 11 maggio 2011   | definitivo    |

| Cessioni | Cessioni        | Cessioni            | Cessioni         | Cessioni       |
| R.       | Nome            | a                   | Data             | Modalità       |
| -------- | --------------- | ------------------- | ---------------- | -------------- |
| AG       | Florent Piétrus | Valencia            | 12 ottobre 2010  | fine contratto |
| AG       | Martin Rančík   | Alicante            | 17 novembre 2010 | fine contratto |
| AG       | Marcus Haislip  | Guangdong S. Tigers | 5 gennaio 2011   | rescissione    |
| C        | Dejan Musli     | Sutor Montegranaro  | 10 febbraio 2011 | prestito       |